# Chutes Christine
Pour les articles homonymes, voir Christine.
Les chutes Christine, en anglais Christine Falls, sont une chute d'eau de 21 mètres de haut présente à l’intérieur du parc national du mont Rainier dans l’État de Washington au nord-ouest des États-Unis. La cascade se forme sur le ruisseau Van Trump Creek.
À proximité des chutes se trouve le pont des Chutes Christine.